# Peter tiene a Woods
Peter's Got Woods (titulado Peter tiene a Woods en España e Hispanoamérica) es el undécimo episodio de la cuarta temporada de la serie Padre de familia emitido el 11 de septiembre de 2005 a través de FOX, aunque en un principio estaba programado la emisión del episodio Perfect Castaway, pero debido al desastre del huracán Katrina decidieron aplazar el episodio para la semana siguiente para no herir las sensibilidades tanto de los damnificados y familiares de los fallecidos, como del país.
El episodio está escrito por Danny Smith y dirigido por Peter Shin, Chuck Klein y Zac Moncrief. Las críticas al capítulo fueron en su mayor parte positivas.
La trama se centra de manera paralela en Brian y Peter, donde este primero se enamora de Shauna Parks, una profesora afroaméricana que da clases a Chris y a Meg tras asistir a una reunión del APA por petición de Peter, sin embargo Peter empieza a sentir celos de la novia de este y decide hacerse amigo del actor James Woods después de que el can y la profesora decidan cambiar el nombre al instituto.
La producción es la primera parte del episodio Back to the Woods.

## Argumento
Cuando Lois le ordena a Peter que acuda a una reunión de la APA, este le pide a Brian que vaya en su lugar. Una vez allí conoce a Shauna Parks, una profesora afrodescendiente de la que se enamora a primera vista. Para ganarse su corazón, en una cita Brian le sugiere cambiar el nombre del instituto James Woods por el de Martin Luther King, con lo que está de acuerdo, sin embargo Peter cree tal solicitud es una treta más de Brian para ganarse un ligue.
En la asamblea siguiente se debate la moción hasta que Peter irrumpe en la sala como firme opositor al cambio de nombre del centro escolar, a su lado viene el propio actor James Woods que declara no importarle que cambien el nombre para sorpresa de Peter, sin embargo, la junta escolar decide mantener el nombre debido a la humildad del actor. Ante esto, Brian se indigna por entrometerse.
Peter y Woods empiezan a ser buenos amigos mientras que Brian continúa saliendo con Shauna hasta que rompe con ella cuando le pide que renuncie a la amistad con Peter, a lo que el can se niega por lo que hizo por él. El can siente que la amistad es lo más importante y pide hacer las paces sin embargo, Woods ha ocupado su lugar, aun así, Peter también empieza a cansarse de la compañía del actor.
Una vez ambos se reúnen en el bar, vuelven a ser amigos después de limar asperezas, pero al llegar a casa, Woods se enfada con los dos por haberle ignorado. A partir de ese momento el comportamiento de Woods empieza a ser obsesivo. Finalmente deciden deshacerse de él con una trampa en la que colocan unos caramelos a lo largo de la escalera hasta una caja de madera en la que atrapan al actor y lo envían a un almacén secreto del Gobierno en una parodia de Raiders of the Lost Ark.
Por otro lado, después de acudir Lois a su club de lectura, Stewie le coge su libro. Aunque al principio no le llama la atención pronto descubre que parte de la trama es sobre un asesinato y se engancha desde el principio con la mala suerte de coger insomnio y dormirse en mitad del desayuno.

## Producción
El episodio fue escrito por Danny Smith y dirigido por Peter Shin junto a Chuck Klein y Zac Moncrief antes de la conclusión de la producción de la cuarta temporada. La fecha inicial del episodio era el 18 de septiembre de 2005, pero por razones de la cadena adelantaron la emisión del mismo en detrimento de Perfect Castaway debido al desastre del Katrina. Cabe destacar que en el episodio había chistes relacionados con tormentas tropicales. En cuanto a la calificación, fue considerado como TV-PG-DL. De hecho, este episodio fue clasificado TV-PG en vez de TV-14.
Aparte del reparto habitual, los actores Gary Cole, Michael Dorn, Susana Esteban, Jonathan Frakes, Rachael MacFarlane, Patrick Stewart, Fred Tatasciore, Gabrielle Union, Wally Wingert, y James Woods prestaron sus voces a sus respectivos personajes. En un flashback, los actores mencionados recrearon una escena de la serie Star Trek: La nueva generación.